# Iuriivka, Novoukraiinka
Iuriivka (în ucraineană Юр`ївка) este un sat în comuna Hannivka din raionul Novoukraiinka, regiunea Kirovohrad, Ucraina.

## Demografie
Componența lingvistică a localității Iuriivka
     Ucraineană (93,13%)
     Română (3,82%)
     Rusă (3,05%)
Conform recensământului din 2001, majoritatea populației localității Iuriivka era vorbitoare de ucraineană (93,13%), existând în minoritate și vorbitori de română (3,82%) și rusă (3,05%).